# Водени свет малих гупија
Водени свет малих Гупија или Мали Гупији (енгл. Bubble Guppies) канадско-америчка је анимирана серија која је приказиванва на Ник Џуниору. Серија прати авантуре шест малих морских вилењака, кроз серији деца уче основне ствари.
У Србији, Црној Гори, Републици Српској и Северној Македонији серија је премијерно приказана 2013. године на каналу Никелодион, синхронизована на српски језик. Синхронизацију је радио студио Голд диги нет. Од 2019. године синхронизација се емитује и на каналу РТС 2. Уводна шпица је такође синхронизована. Српска синхронизација нема ДВД издања. У почетку назив српске синхронизације гласио је Мали Гупији, међутим убрзо је промењен у тренутни назив Водени свет малих гупија.

## Епизоде
| Сезона | Сезона | Епизоде | Епизоде | Оригинално емитовање | Оригинално емитовање |
| Сезона | Сезона | Епизоде | Епизоде | Премијера            | Финале               |
| ------ | ------ | ------- | ------- | -------------------- | -------------------- |
|        | 1.     | 20      | 20      | 24. јануар 2011.     | 21. октобар 2011.    |
|        | 2.     | 20      | 20      | 7. новембар 2011.    | 1. мај 2013.         |
|        | 3.     | 26      | 26      | 12. август 2013.     | 15. јун 2015.        |
|        | 4.     | 14      | 14      | 21. мај 2015.        | 17. октобар 2016.    |
|        | 5.     | 26      | 26      | 27. септембар 2019.  | н. п.                |

## Улоге
| Име лика                 | Амерички глас                                     | Српски глас                                                                                                 |
| ------------------------ | ------------------------------------------------- | --- |
| Моли                     | Бријана Гентилела (С1-2) Бејли Гамбертолио (С3-4) | Милена Моравчевић                                                                                           |
| Гил                      | Закари Гордон Јакоб Бертран                       | Маријана Живановић (С1-4; С5 Е19-) Милица Јанкетић (С5 Е1-18)                                               |
| Гоби                     | Јелани Имани                                      | Снежана Јеремић Нешковић (С1 Е1-4; С5 Е14-) Јелена Петровић (С1 Е5-С4) Драгана Милошевић Кураица (С5 Е1-13) |
| Дима                     | Анџелина Валер                                    | Маријана Живановић                                                                                          |
| Уна                      | Рејана Шашкан Тори Фејнштејн                      | Ива Кевра (С1-4) Марија Огњеновић (С5-)                                                                     |
| Нони                     | Имон Пиручело                                     | Јелена Стојиљковић (С1-4) Ана Поповић (С5)                                                                  |
| Зули                     | Леа Жанвијер                                      | Дана Барбара                                                                                                |
| Господин Групер (Дружић) | Тино Инсана                                       | Дарко Томовић (С1-С3 Е7) Александар Новаковић (С3 Е8-)                                                      |